# Sampeyre
Sampeyre (piemontiul és okcitánul: San Pèire) település Olaszországban, Piemont régióban, Cuneo megyében. Lakosainak száma 998 fő (2023. január 1.). Sampeyre Brossasco, Casteldelfino, Elva, Frassino, Macra, Oncino, San Damiano Macra, Sanfront, Stroppo és Paesana községekkel határos.

## Népesség
A település lakossága az elmúlt években az alábbi módon változott:
| Lakosok száma | 1024 | 1003 | 998  |
|               | 2017 | 2018 | 2023 |